# Buddleja formosana
Buddleja formosana е вид растение от семейство Живеничеви (Scrophulariaceae). Видът е критично застрашен от изчезване.

## Разпространение
Разпространен е в Тайван.